# De Cycloop
De Cycloop is een boek van Johan Vandevelde en is bekroond door de kinder- en jeugdjury. Dit boek is het eerste deel van de Na het Licht trilogie.

## Samenvatting
Honderdvijftig jaar na de gevreesde kernoorlog is de aarde niets meer dan een dorre woestijn waar drinkwater het kostbaarste bezit is. Samen met zijn moeder Nalea reist Boran door Europa, op zoek naar drinkwater, ze reizen van uitspanning naar uitspanning. Boran merkt dat zijn moeder een geheim meedraagt dat ze zelfs aan hem niet durft toevertrouwen. Na een confrontatie met een groep plunderaars waarbij Nalea ontvoerd wordt staat Boran er alleen voor. Gelukkig ontmoet hij de jonge zwerver Mattia die samen met zijn wasbeer door de woestijnen trekt en samen gaan ze op zoek naar Borans moeder en het geheim dat ze met haar meedraagt.